# Tadeusz Bober (profesor)
Tadeusz Bober (ur. 26 kwietnia 1932 w Grudziądzu) – polski naukowiec, specjalizujący się w naukach o kulturze fizycznej i biomechanice, nauczyciel akademicki związany z wrocławskimi szkołami wyższymi - Akademią Wychowania Fizycznego i Wyższą Szkołą Fizjoterapii.

## Życiorys
Urodził się w 1932 roku w Grudziądzu. Po ukończeniu szkoły średniej podjął w 1951 roku studia w Wyższej Szkole Wychowania Fizycznego we Wrocławiu (obecnie Akademia Wychowania Fizycznego we Wrocławiu), które ukończył w 1954 roku magisterium z wychowania fizycznego. Następnie został zatrudniony jako asystent na swojej macierzystej uczelni u boku prof. Czesława Niżankowskiego w Zakładzie Anatomii, a potem w Zakładzie Biomechaniki, którego kierownikiem był prof. Tadeusz Marciniak. W 1963 uzyskał stopień naukowy doktora nauk o kulturze fizycznej o specjalności biomechanika. Habilitował się w 1973 roku w Akademii Wychowania Fizycznego Józefa Piłsudskiego w Warszawie, otrzymując stopień naukowy doktora habilitowanego nauk o kulturze fizycznej ze specjalnością biomechanika. Stanowisko profesora nadzwyczajnego otrzymał w 1979 roku, a rok później profesora zwyczajnego. W 1990 Prezydent RP nadał mu tytuł profesora nauk o kulturze fizycznej.
Tadeusz Bober przeszedł na Akademii Wychowania Fizycznego we Wrocławiu przez wszystkie szczeble kariery akademickiej, począwszy od stanowiska asystenta poprzez kierownika Zakładu Biomechaniki (1966–1974), dyrektora Instytutu Sportu AWF we Wrocławiu (1976–1980), kierownika Katedry Biomechaniki (1980-2002) i prorektora do spraw nauki (1981–1982 - internowany i usunięty ze stanowiska w stanie wojennym) do funkcji rektora AWF we Wrocławiu w latach 1990-1993. Poza wrocławską uczelnią od 1974 do 1976 był dziekanem Wydziału Wychowania Fizycznego Akademii Wychowania Fizycznego w Gdańsku.
W 1999 roku należał do współtwórców Wyższej Szkoły Fizjoterapii Andrzeja Czamary, gdzie objął stanowisko rektora tej uczelni, które sprawował do 2002 roku. Poza tym wciąż wykłada na wrocławskim AWF-ie w Zakładzie Biomechaniki Sportu.

## Dorobek naukowy i odznaczenia
Tadeusz Bober należy do twórców polskiej szkoły biomechaniki. Jest pionierem nowoczesnej metodologii badań naukowych w naukach o kulturze fizycznej. Na szczególne wyróżnienie zasługuje jego działalność na rzecz rozwijania oraz popularyzowania biomechaniki w uczelniach wychowania fizycznego. Do najważniejszych osiągnięć zaliczyć należy organizowane wspólnie z prof. Bogdanem Czabańskim Szkoły Biomechaniki i Nauczania Ruchu (od 1981 roku), które przekształciły się w Szkoły Biomechaniki organizowane do dziś. Połączenie biomechaniki z pedagogicznymi aspektami metodyki nauczania ruchu było wówczas pionierskim przedsięwzięciem na skalę światową.
Jest członkiem wielu towarzystw naukowych, w tym m.in. Komitetu Nauk o Kulturze Fizycznej Polskiej Akademii Nauk, European College of Sport Science Fellow. Jest autorem 118 publikacji i dwóch książek. Za swoją działalność naukową został odznaczony Krzyżem Kawalerskim Orderu Odrodzenia Polski i Medalem Komisji Edukacji Narodowej. Jest laureatem nagrody Kolegium Rektorów Wyższych Uczelni Wrocławia za działalność na rzecz integracji wrocławskiego środowiska naukowego w 1993 roku.
W 2012 otrzymał stopień doktora honoris causa Akademii Wychowania Fizycznego w Warszawie. Jego 90. rocznicę urodzin obchodzono w Akademii Wychowania Fizycznego we Wrocławiu w 2022. 

## Źródła i linki zewnętrzne
- Prof. dr hab. Tadeusz Bober, [w:] baza „Ludzie nauki” portalu Nauka Polska (OPI PIB) [dostęp 2012-12-10].
- Biografia Tadeusza Bobera w bazie "60 lat wrocławskiego środowiska akademickiego". wsa.dbc.wroc.pl. [zarchiwizowane z tego adresu (2016-08-20)].
- Who is who w Polsce. Leksykon biograficzny (założone przez Ralpha Hübnera), wydanie II uzupełnione, część I: A–Mac, Zug 2003, s. 295–296